# Nestor (gen)
Genul Nestor este unul dintre cele două genuri existente ale familiei de papagali Strigopidae. Împreună cu kākāpō, și papagalii dispăruți din genul Nelepsittacus, formează superfamilia papagalilor Strigopoidea. Genul Nestor conține două specii de papagali existente în Noua Zeelandă și două specii dispărute din Insula Norfolk, Australia și, respectiv, Insula Chatham, Noua Zeelandă. Toate speciile sunt păsări mari și robuste, cu coada scurtă și pătrată. O caracteristică definitorie a genului este limba, care este prevăzută cu franjuri asemănătoare părului.

## Specii
Există două specii supraviețuitoare și cel puțin o specie dispărută bine documentată în genul Nestor. Se știu foarte puține despre cea de-a patra specie, Chatham kākā, care ar fi putut fi conspecifică cu o altă specie de kaka.
- Nestor notabilis
- Nestor meridionalis
- † Nestor productus (extinct)
- † Nestor chathamensis (extinct)